# Wilhelm Bergmann (Verwaltungsbeamter)
Hugh Wilhelm Bergmann (* 21. März 1866 in Berlin; † 14. Dezember 1938 in Blankenburg (Harz)) war ein deutscher Verwaltungsbeamter.

## Leben
Wilhelm Bergmann studierte an der Georg-August-Universität Göttingen. 1886 wurde er Mitglied des Corps Brunsviga Göttingen. Nach Abschluss des Studiums trat er in den preußischen Staatsdienst ein. Das Regierungsreferendariat absolvierte er in Liegnitz. 1902 wurde er zum Landrat des Kreises Stolzenau ernannt. 1918 wurde Maximilian von Asseburg-Neindorf sein Nachfolger.
Bergmann wurde im weiteren Verlauf seiner Beamtenlaufbahn Regierungsdirektor in Stettin. Nach seiner Pensionierung lebte er in Blankenburg.